# Wojna aleksandryjska
Nazwą wojna aleksandryjska określa się kampanię Juliusza Cezara w Egipcie w latach 48-47 p.n.e.
Po bitwie pod Farsalos (9 sierpnia 48 p.n.e.) Marek Antoniusz wraz z częścią legionów udał się do Italii, gdzie w kwietniu następnego roku uzyskał roczną dyktaturę dla Cezara, który 2 października 48 p.n.e. przybył z dwoma legionami do Aleksandrii, gdzie dowiedział się o śmierci Pompejusza. Nawiązał tam romans z Kleopatrą VII. Zauroczony kochanką zapewnił jej sprawowanie władzy w Egipcie na równi z jej bratem Ptolemeuszem XIII. Potejnos (doradca Ptolemeusza) nie chciał się z tym pogodzić i nakazał dowódcy egipskiej armii, Achillasowi, usunąć Cezara z Aleksandrii. Był to początek wojny aleksandryjskiej.
Cezara okrążono w jednej z dzielnic miasta wraz z rodziną królewską. W dzielnicy znajdował się port, który Achillas chciał wziąć szturmem. Cezar w porę zauważył niebezpieczeństwo i nakazał spalić całą flotę (pożar ogarnął również Bibliotekę Aleksandryjską). Mając przeciw sobie całe miasto Gajusz Juliusz wysłał rozkaz do Domicjusza o przysłanie mu odsieczy. O pomoc poprosił również Mitrydatesa z Pergamonu i prawą rękę władcy Judei – Antypatra.
Za podsycanie Aleksandryjczyków do walki Cezar nakazał zabić przebywającego w pałacu Potejnosa. Następnego dnia z pałacu zbiegła księżniczka Arsinoe i jej doradca Ganimedes. Wywołało to wielką radość mieszkańców miasta. Arsinoe została obwołana królową, a Ganimedes, który skazał na śmierć Achillasa, nowym dowódcą armii. Natychmiast po przejęciu wojska Ganimedes popisał się trafną decyzją i nakazał odciąć Cezarowi wodę. Jednak do portu przybył legion wysłany przez Domicjusza. Zaczęto prowadzić walki na morzu. Poważnym problemem dla rzymskiej floty była jednak kontrolowana przez Egipcjan wyspa Faros. Cezar postanowił ją zdobyć. Nieudany szturm, w czasie którego zginęło wielu Rzymian, postawił wojska Cezara przed widmem klęski.
Jednak rzymskiemu wodzowi sprzyjało szczęście, gdyż w obozie Ganimedesa zaczęły się konflikty o władzę nad armią. Cezar wypuścił na wolność Ptolemeusza XIII, co zakończyło rządy Ganimedesa. Po paru miesiącach od wezwania, do Egiptu przybyli wreszcie Mitrydates i Antypater. Połączone wojska z Pergamonu i Judei pokonały Egipcjan w bitwie pod Castra Iudaeorum. Cezar dowiedziawszy się o tym zwycięstwie opuścił pałac wraz z wojskiem i połączył się nad Nilem ze swoimi sojusznikami. Wkrótce potem armia egipska poniosła kolejną klęskę. Król Ptolemeusz XIII utonął podczas ucieczki. Nową królową została Kleopatra, która po wyjeździe Cezara urodziła mu syna. Nazwała go Cezarionem („Cezarkiem”).